# Hedvika Tůmová
Hedvika Tůmová (* 17. září 1990, Praha) je sólová zpěvačka známá především z muzikálu Bídníci jako představitelka Cosette. Studuje populární zpěv na Pražské konzervatoři. Spolupodílí se na vedení pěveckého sboru Coro Piccolo, kde od dětství účinkovala jako sólistka. V posledních letech se věnuje přípravným oddělením a učí základy populárního zpěvu v koncertní skupině.
Věnuje se dále natáčení filmové hudby pro televizi a rozhlas a kromě zpěvu a divadla se věnuje také skládání. Některé z její skladeb zazněly na vánočních koncertech Marie Rottrové, Petry Janů a také v úpravě pro menší orchestr paláce Žofín.

## Dosavadní kariéra
- spolupráce s významnými umělci (Marie Rottrová, Petra Janů, Daniel Landa)
- vokalistka v hudebních projektech zpěváka Ali Amiri (2009–2011)
- role Cosette v muzikálu Les Misérables – Bídníci[2] (2012)
- vokalistka v projektu Oty Balage – koncert muzikálových písní autora A. L. Webbera (2012)
- druhý sbormistr pražského dětského sboru Coro Piccolo (od 2010)[3]